# Zaślubiny Marii Panny (obraz El Greca)
Zaślubiny Marii Panny – obraz hiszpańskiego malarza pochodzenia greckiego Dominikosa Theotokopulosa, znanego jako El Greco
Obraz podobnie jak Wniebowzięcie Matki Boskiej i Nawiedzenie namalowany został dla retabulum z kościoła San Vicente. Jest to ostatnia kompozycja El Greca choć sam temat jest podejmowany po raz pierwszy przez artystę. Obecnie obraz znajduje się w Rumuńskim Muzeum Narodowym

## Opis obrazu
Na tle udrapowanej zasłony odbywa się scena zaślubin Marii. Ubrana jest w błękitny płaszcz obsypany perłowymi błyskami. Spod płaszcza wyłania się drobna twarz, nachylona z profilu. Naprzeciwko niej stoi Józef w zielonej szacie i w żółtym płaszczu o miedzianych cieniach. Pomiędzy nimi stoi kapłan odziany na biało ze złotą dalmatyką przechodzącą w srebrne refleksy. Spod białej mitry ukazuje się starcza, ziemista twarz zarośnięta gęstą brodą. Kapłan trzyma dłonie nowożeńców. Józef trzyma w bardzo nietypowy sposób Marię, ujmuje ją jedynie za dwa środkowe palce. Układ ręki Marii jest bardzo charakterystyczny i często wykorzystywany we wcześniejszych obrazach. Wokół głównych bohaterów zgromadziło się kilka postaci. Wszystkie mają charakter widm, ich szaty wloką się po posadzce z marmurowych czarno-białych tafli. Mają ołowiane twarze, są niewyraźne i jedynie twarz starca z prawej strony wyróżnia się spośród nich. Stary człowiek o łysej czaszce, srebrnej brodzie i bladym obliczu spogląda żywym spojrzeniem w kierunku widza. Prawdopodobnie jest to ostatni portret El Greca, który poprzez smutny wyraz twarzy żegna się ze światem. Mistrz nie dokończył dzieła. Lewa ręka Józefa jest ledwo zaznaczona. Kilka miesięcy później EL Greco zmarł.